# Токов мох
Токов мох — загальнозоологічний заказник місцевого значення. Об'єкт розташований на території Звягельського району Житомирської області, ДП «Ємільчинське ЛГ», Жужельське лісництво, кв. 2, 3, 10, 11.
Площа — 454 га, статус отриманий у 1988 році.